# Amplificateur de détection
Pour les articles homonymes, voir Amplificateur.
En informatique, un amplificateur de détection (en anglais, sense amplifier) est un des éléments de la mémoire vive de l'ordinateur. Le terme amplificateur de détection remonte à l'époque de la mémoire à tores magnétiques.
L'amplificateur de détection fait partie du circuit de lecture qui est utilisé lorsque des données sont lues à partir de la mémoire. Sa tâche est de détecter le signal de faible puissance provenant d'une ligne de bits ou bit-line (ce signal représente un bit de données (1 ou 0) stocké dans une cellule de mémoire) et d'amplifier cette petite variation de tension à un niveau permettant l'utilisation de la donnée par les circuits hors de la mémoire.
Les amplificateurs de détection modernes se composent de 2 à 6 (généralement 4) transistors. Les premiers amplificateurs de détection, que l'on retrouvait dans les mémoires à tores magnétiques, contenaient parfois jusqu'à 13 transistors.
Chaque colonne de cellules de mémoire est dotée d'un amplificateur de détection, de sorte qu'il y a des centaines ou même des milliers d'amplificateurs de détection identiques sur une puce de mémoire moderne. L'amplificateur de détection est l'un des seuls circuits analogiques dans la mémoire d'un ordinateur.